# Мунц, Оскар Рудольфович
Оскар Рудольфович Мунц (24 сентября (2 октября) 1871, Одесса — 7 января 1942, Ленинград) — русский архитектор и педагог. Профессор, доктор архитектуры.

## Биография

### Ранние годы и образование
Родился в Одессе в семье генерального консула Нидерландов. В 1883 начал обучение в Одесском Реальном училище, уже во втором классе был награждён именным альбомом «За отличные успехи в рисовании и черчении». После окончания училища, в январе 1889 года он поступил в Одесскую рисовальную школу Общества изящных искусств, подведомственную Императорской Академии художеств. Блестяще закончив школу, он был принят в академию без экзаменов.
В 1889 году Оскар переехал в Санкт-Петербург. Являясь подданным Нидерландов, в 1893 году по «изъявленному им желанию» получает свидетельство о российском подданстве.

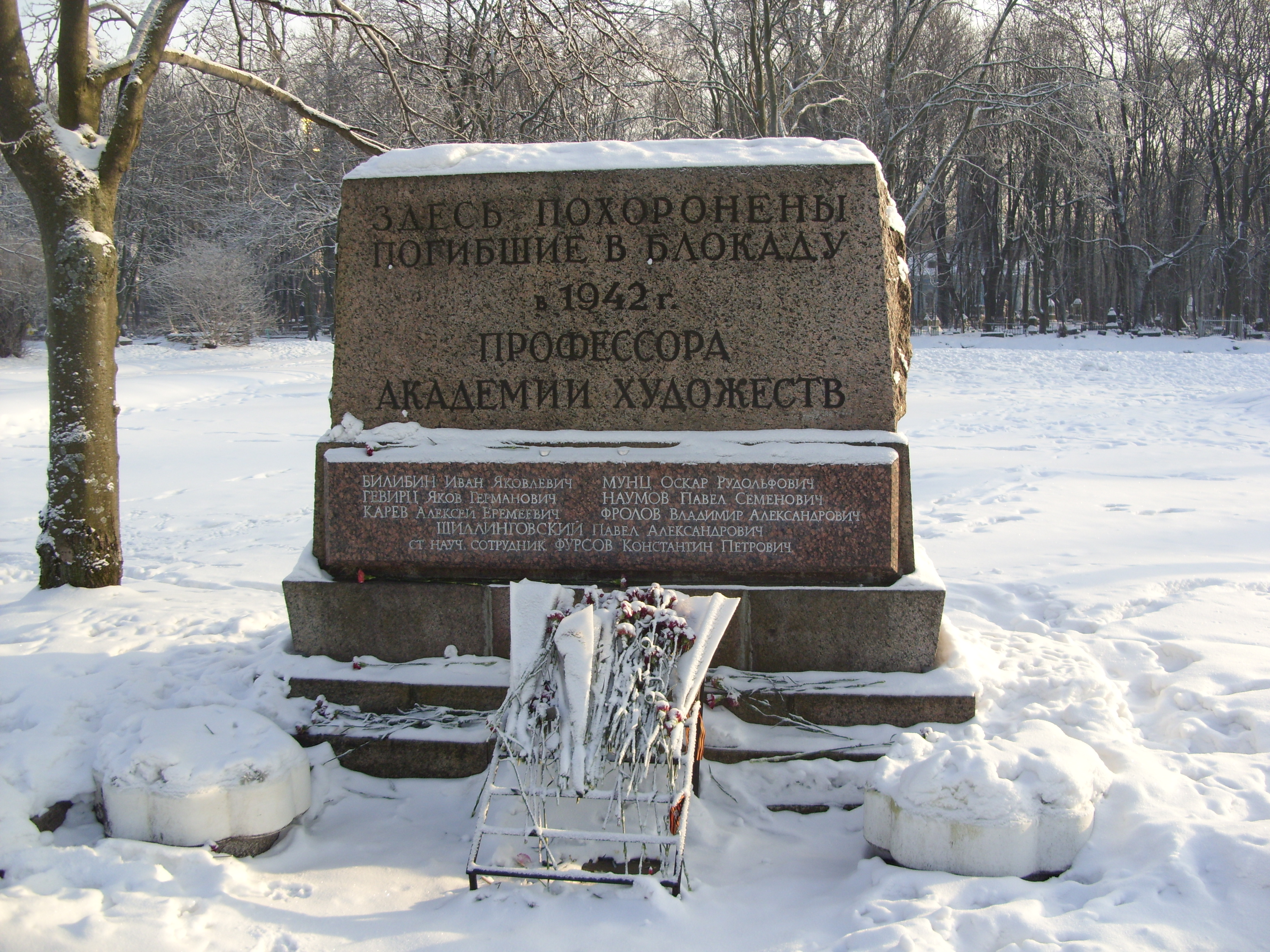
Братская могила профессоров Академии художеств

В 1896 году с золотой медалью окончил Высшее художественное училище при Императорской Академии художеств в мастерской Леонтия Бенуа). В лице Бенуа он обрёл наставника и друга, всю дальнейшую жизнь его связывали близкие отношения и с одногруппниками — Б. Н. Николаевым, Владимиром Покровским, Иваном Фоминым. Дипломная работа Мунца называлась «Зал для выставок». Из-за бюрократической ошибки в подданстве ему было отказано в стипендии на обучение за границей, которую получили все лучшие выпускники. Хотя наставник смог добиться повторного рассмотрения его заявки и положительного решения, Мунц всё-таки отправился за границу за собственный счёт. В 1897—1898 годах он посетил Австрию, Германию, Италию и Францию, изучал работы Лоренцо Рубини и Огюстена Пажу. Тогда же Мунц некоторое время занимался под руководством архитектора Эдуарда Ниермана.

### Карьера зодчего
Вернувшись из путешествия по Европе, Мунц работал помощником таких архитекторов, как А. И. Гоген, И. С. Китнер и Л. Н. Бенуа. В 1902—1903 помогал Бенуа оформить фойе Эрмитажного театра. В 1902 году Мунц женился на одесситке Магдалине Львовне Шорштейн.
В 1905—1907 Мунц создал интерьеры Екатерининского собрания и особняка баронессы Р. С. Гинцбург. 
В 1900-х Мунц начал работать самостоятельно. Работал во многих городах: Петербурге, Москве, Харькове, Мурманске, Волхове и др.
В 1930—1933 годах — архитектор треста «Апатит». С 1933 года — руководитель мастерской Ленпроекта.

### Преподавательская деятельность
Преподавательскую деятельность начал в 1904 году в общем архитектурном классе ВХУ при Императорской Академии художеств. Кандидатуру Мунца предложил Бенуа, бывший тогда ректором. Позднее Мунц преподавал в Ксенинском институте, на Женских политехнических курсах, на архитектурных курсах Е. Ф. Багаевой, в Институте гражданских инженеров (1921—1924 гг.). В 1939 году получил степень доктора архитектуры.

### Смерть
Погиб в 1942 году во время блокады Ленинграда. Похоронен в братской могиле профессоров Академии художеств на острове Декабристов.

## Семья
- Жена — Магдалина Львовна Шорштейн (1876—1961), дочь известного одесского врача-бальнеолога Льва Моисеевича Шорштейна (1837—1899), внучка врача и почётного гражданина Моисея Моисеевича (Максима Михайловича) Шорштейна (1812—1873)[7].
  - Сын — Владимир Оскарович Мунц (1903—1974), архитектор, также учился в мастерской Бенуа.
  - Дочь — Наталья Оскаровна Мунц (1907—1980), художник-график, иллюстратор детских книг[8].

## Проекты и постройки

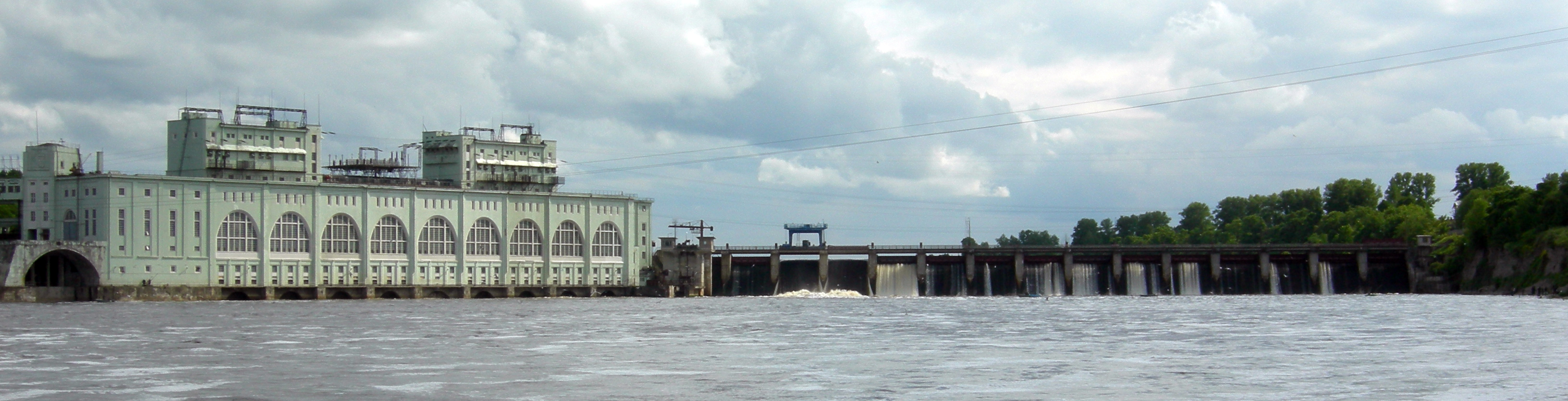
VolkhovHydroelectricPlant.jpg

### Санкт-Петербург
- Дом жилой доходный Завадовского В. Я. на Нарвском проспекте, д. 24 (1912—1913);
- Главная Понижающая подстанция Волховской ГЭС на Выборгской стороне (руководитель; сотрудники: Стуколкин Н. Т., Рубанов С. В., Гундобин Н. П., инж. Шагин Д. А.; строительство завершено в 1926 г.);
- Школа на Большой Зелениной улице, д. 30 (соавтор Мунц В. О.);
- Школа на 880 учащихся на Б.Монетной улице (соавтор Лобода А. А.);
- Дом жилой на Троицком поле (1938)[9];
- Дом жилой на Московском пр., д. 155 (1938—1939);
- Больница на правом берегу Невы (соавторы Федосеев Ф. П., Суходольский Л. К., Лобода А. А.).

### Другие места
- Здание Русско-Азиатского (Северного) банка и женских медицинских курсов в Харькове (1908—1910);
- Здание Русско-Азиатского банка в Гомеле (1910—1912);
- Волховская гидроэлектростанция (руководитель; сотрудники: Покровский В. А., Гундобин Н. П., Тихомиров А. Я.);
- Генеральный план города Хибиногорска (1930—1933);
- Дом Правительства в Баку (соавторы Л. В. Руднев, И. В. Ткаченко (1937—1951).

### Неосуществлённые проекты
- Церковь св. Николая Чудотворца и мч. царицы Александры при городской детской больнице на Большом Сампсониевском проспекте, 65, Санкт-Петербург (совместно с В. А. Покровским; конкурс, 2-я премия; 1902—1903);
- Церковь во имя Иоанна Крестителя в Кашине (совместно с В. А. Покровским; конкурс, 1-я и 2-я премии; 1903—1904);
- Николаевский вокзал в Санкт-Петербурге (конкурс, 2-я премия, 1907);
- Застройка Тучкова буяна в Санкт-Петербурге (конкурс, 1913);
- Государственный банк на Михайловской площади в Санкт-Петербурге (конкурс, 1915);
- Маяк-памятник Христофору Колумбу на острове Сан-Доминго (международный конкурс в Мадриде; 1929);
- Зоопарк в Шувалово-Озерках (совместно с В. О. Мунцем; всесоюзный конкурс, 6-я премия; 1932);
- Проект планировки Хибиногорска (Кировска);
- Дом Советов в Мурманске (конкурс закрытый; соавторы Лесман В. Б.; Яковлев В. И.);
- Дворец труда в Сталинграде;
- Колхозный дом культуры для северных районов СССР (деревянный; конкурс; премирован).

## Печатные труды
- 1914—1915 — статьи в «Архитектурно-художественном еженедельнике».
- 1916 — статья «Парфенон или Св. София?».
- 1925 и 1927 — Бюллетень Волховской гидроэлектрической установки.
- 1938 — статьи в журнале «Архитектура СССР».